# Юрковцы (Черновицкая область)
Юрко́вцы (укр. Юрківці) — село в Черновицком районе Черновицкой области Украины. Административный центр Юрковецкой сельской общины.
До 2020 года входило в Заставновский район.
Население по переписи 2001 года составляло 1846 человек. Почтовый индекс — 59440. Телефонный код — 3737. Код КОАТУУ — 7321589701.